# Кунтиллет-Аджруд
Кунтиллет Аджруд (араб. كونتيلة عجرود‎ — ««холм колодцев»») или Хорват Теман (ивр. חורבת תימן‎) — археологический памятник конца IX — начала VIII века до н. э. на северо-востоке Синайского полуострова. Часто описывается как святилище, хотя это не является однозначным. Надписи из Кунтиллет Аджруд, обнаруженные при раскопках, имеют важное значение для библейской археологии.
Памятник расположен в северной части Синая; по данным радиоуглеродного анализа, он был заселён в период 801–770 гг. до н. э., а знаменитые надписи, возможно, были сделаны около 800 г. до н. э. Благодаря наличию постоянного источника воды в этом засушливом регионе, место служило важной остановкой на древнем торговом маршруте, связывавшем Акабский залив (вдающийся в Красное море) с Средиземноморьем. Оно находилось всего в 50 км от крупного оазиса Кадеш-Барнеа. Несмотря на близость к Иудейскому царству, объект имеет связь с северным Израильским царством: «элементы материальной культуры, такие как керамика, „северное“ правописание в некоторых надписях и упоминание ЯХВЕ Самарийского, указывают на то, что Кунтиллет Аджруд был либо израильским форпостом, либо, по крайней мере, находился под сильным израильским влиянием».

## Значение находки: Яхве и Ашера
Особая важность Кунтиллет Аджруд заключается в надписях, содержащих упоминания Яхве (יהוה) вместе с Ашерой (אשרה). Ашера — богиня плодородия и мать-божество в ханаанейской религии, чьё почитание, согласно библейским текстам, неоднократно осуждалось пророками Израиля и Иудеи. Однако надписи из Кунтиллет Аджруд свидетельствуют о том, что на практике религиозные представления о Яхве в северных и южных регионах Израиля включали элемент почитания Ашеры или связанного с ней священного символа.
Надписи, как, например, благословение:
«Я благословляю тебя Яхве и его Ашера» (אוֹרֵךְ לְךָ לְיְהוָה וְאֲשֶׁרָהּ) — демонстрируют религиозный синкретизм и существование формы монотеистической или монолатристической религии, где Яхве представлен как главный бог, но сопровождается почитанием Ашеры как божественной спутницы или священного символа.
Это ставит под вопрос традиционное представление о жестком монотеизме в Израиле VIII века до н. э. и помогает лучше понять этапы формирования религии Израиля, её эволюцию от политеизма к строгому монотеизму, запечатленному в более поздних библейских текстах.

## Исследования
Место, известное тогда как «Контеллет Гарайе», было идентифицировано в 1869 году Эдвардом Генри Палмером как «Гипсария» на Пейтингеровой таблице: «Наш маршрут от Контеллет Гарайе до руин в Луссане, как видно на карте, проходил в пределах одной мили от расстояния между Гипсарией и Лысой; а наше открытие остатков древнего укрепления в первом упомянутом месте делает его отождествление с третьей станцией в списке более чем вероятным».

## Надписи
Раскопки были проведены в 1975–1976 годах археологом из Тель-Авивского университета Зеэвом Мешелем, а отчёт о них опубликован в 2012 году.
Главное здание, напоминающее крепость, состоит из двух помещений — большого и малого, в обоих устроены низкие скамьи. На стенах обеих комнат и на двух больших пифосах (по одному в каждой) были обнаружены надписи и изображения.
Живописные сцены на пифосах, оспариваемые в академических кругах, изображают различных животных, стилизованные деревья и человеческие фигуры, некоторые из которых могут быть божествами. Рисунки создавались, по-видимому, в течение длительного времени и разными художниками, не образуя целостных композиций. Иконография полностью сиро-финикийская и не имеет сходства с египетскими образцами, часто встречающимися в искусстве Железного века в Израиле.

### Цитаты
1. ↑  Gnuse, 1997.
2. ↑  Hadley, 2000.
3. ↑  Mastin, 2005.
4. ↑  Schniedewind, 2017.
5. ↑  Mandell, Alice (2012-01-01). "I Bless You to YHWH and His Asherah"—Writing and Performativity at Kuntillet ʿAjrud. Maarav. 19 (1–2): 132. doi:10.1086/MAR201219108.
6. 1 2  Bonanno, Anthony. Archaeology and Fertility Cult in the Ancient Mediterranean: Papers Presented at the First International Conference on Archaeology of the Ancient Mediterranean, University of Malta, 2–5 September 1985. John Benjamins Publishing (24 марта 1986).
7. ↑  Палмер: Пустыня Исхода, т. II, стр. 422–423
8. ↑  Meshel, Ben-Ami, Aḥituv, Freud, 2012.
9. ↑  Context of Scripture, т. II:171, §2.47, П. Кайл МакКартер
10. ↑  Keel, Uehlinger, 1998, с. 210 и далее.